# S25 (Berlijn)
De S25 is een lijn van de S-Bahn van Berlijn. De lijn verbindt Teltow in de deelstaat Brandenburg met het eveneens in Brandenburg gelegen Hennigsdorf. De lijn loopt door Berlijn via onder andere de stations Südkreuz, Friedrichstraße, Gesundbrunnen en Tegel. De lijn, die vrijwel een gelijke route heeft met de S2 en S26, telt 27 stations en heeft een lengte van 39,9 kilometer; de reistijd over de gehele lijn bedraagt 63 minuten. De lijn wordt uitgevoerd door de S-Bahn Berlin GmbH, een dochteronderneming van de Deutsche Bahn.
De spoorverbinding maakt van zuid tot noord gebruik van het traject van de spoorlijn tussen Lichterfelde Süd en Teltow Stadt, de Noord-zuidtunnel, een korte sectie van de spoorlijn Berlijn - Szczecin, een korte sectie van de spoorlijn Berlijn - Stralsund en een deel van de Kremmen Spoorlijn tussen Schönholz en Hennigsdorf.